# 1948 au Canada
Pour un article plus général, voir Chronologie du Canada.
Cet article traite des événements qui se sont produits durant l'année 1948 au Canada.

## Événements

### Politique
- 21 janvier : adoption du fleurdelisé comme drapeau officiel du Québec par Maurice Duplessis.
- 24 juin : élection générale saskatchewanaise.
- 22 juillet : Terre-Neuve devient la dixième province canadienne à l'issue d'un référendum (le second en moins de deux mois) avec une très courte majorité (officiellement le 1er avril 1949).
- 28 juillet : l'Union nationale de Maurice Duplessis remporte les élections générales au Québec.
- 9 août : publication du Refus global, manifeste qui dénonce le conformisme artistique et moral au Québec.
- 17 août : élection générale albertaine.
- 15 novembre : après le retrait du premier ministre Mackenzie King, Louis St-Laurent lui succède jusqu'en 1957.

### Sport

#### Cyclisme
- Unique édition des Six Jours de Winnipeg

#### Hockey
- Fin de la Saison 1947-1948 de la LNH suivi des Séries éliminatoires de la Coupe Stanley 1948. Les Maple Leafs de Toronto remportent la Coupe Stanley contre les Red Wings de Détroit.
- Les Bruins de Port Arthur West End remportent la Coupe Memorial 1948.
- Début de la Saison 1948-1949 de la LNH.

#### Jeux olympiques
- Canada aux Jeux olympiques d'hiver de 1948

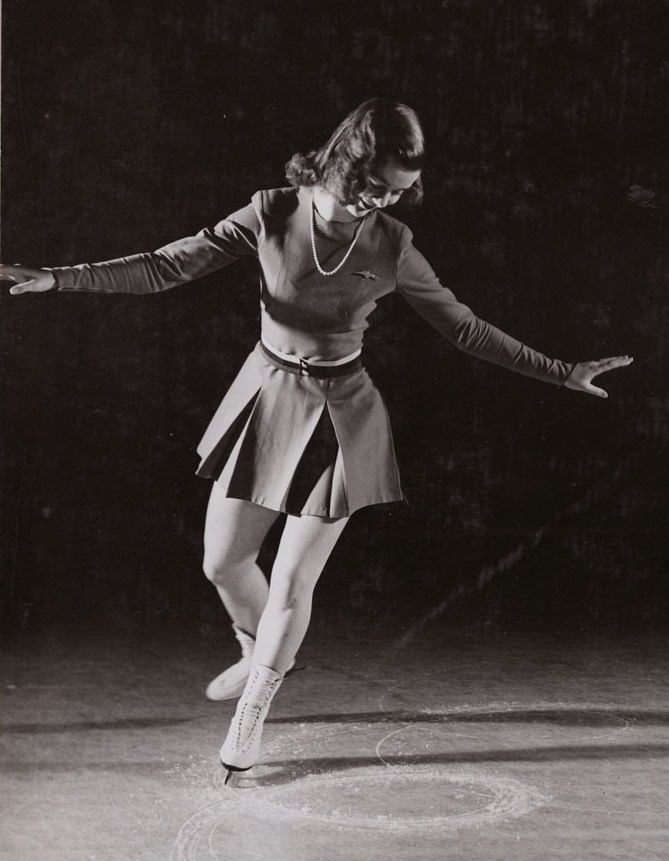
Barbara-Ann Scott

- Canada aux Jeux olympiques d'été de 1948

### Science
- Murray Barr découvre le corpuscule de Barr, caractéristique du noyau des cellules des mammifères femelles.

### Culture
- 9 août : publication du manifeste du Refus global par Paul-Émile Borduas et plusieurs artistes.

#### Radio
- Lucille Desparois présente ses contes à la radio avec le programme Tante Lucille.

### Religion
- 17 juillet : érection du Diocèse de Saint-Paul en Alberta.

## Naissances
- 12 janvier : Gordon Campbell, premier ministre de la Colombie-Britannique.
- 13 janvier : Pat O'Brien, homme politique.
- 15 janvier : Andy Jones, acteur et producteur.
- 16 janvier : Cliff Thorburn, joueur de billard.
- 19 janvier : Frank McKenna, premier ministre du Nouveau-Brunswick.
- 21 février : Chuck Cadman, homme politique.
- 7 mars : Rick Norlock, homme politique fédéral.
- 14 mars : Maria Minna, femme politique fédéral.
- 17 mars : Patrice Desbiens, poète, musicien et auteur de chansons.
- 20 mars : Bobby Orr, joueur de hockey sur glace.
- 21 mars : John McKay, homme politique fédéral.
- 23 mars : Michel Yelle, philosophe québécois.
- 31 mars : Gary Doer, premier ministre du Manitoba.
- 3 avril : Arlette Cousture, auteure.
- 10 mai : Paul Szabo, homme politique.
- 23 mai : Roger Gallaway, avocat, musicien et homme politique canadien.
- 13 juin : Garnet Bailey, joueur de hockey sur glace.
- 2 août : Bob Rae, premier ministre de l'Ontario et homme politique fédéral.
- 15 août : Patsy Gallant, chanteuse.
- 31 août : Tony Martin, homme politique ontarien.
- 8 septembre : Stephen Owen, homme politique fédéral.
- 10 septembre : Margaret Trudeau, femme de l'ancien premier ministre du Canada Pierre Elliott Trudeau.
- 24 septembre : Philip Edward Hartman, acteur et scénariste.
- 2 octobre : Derek Lee, homme politique fédéral.
- 8 octobre : Pat Binns, premier ministre de l'Île-du-Prince-Édouard.
- 17 octobre : Margot Kidder, actrice et productrice.
- 22 novembre : Madeleine Meilleur, femme politique.
- 24 novembre : Spider Robinson, écrivain de science fiction.
- 30 décembre : Rick Casson, homme politique.
- Pierre Blais, homme politique fédéral provenant du Québec.

## Décès
- 28 mars : John Duncan MacLean, premier ministre de la Colombie-Britannique.